# Vereniging Hogescholen

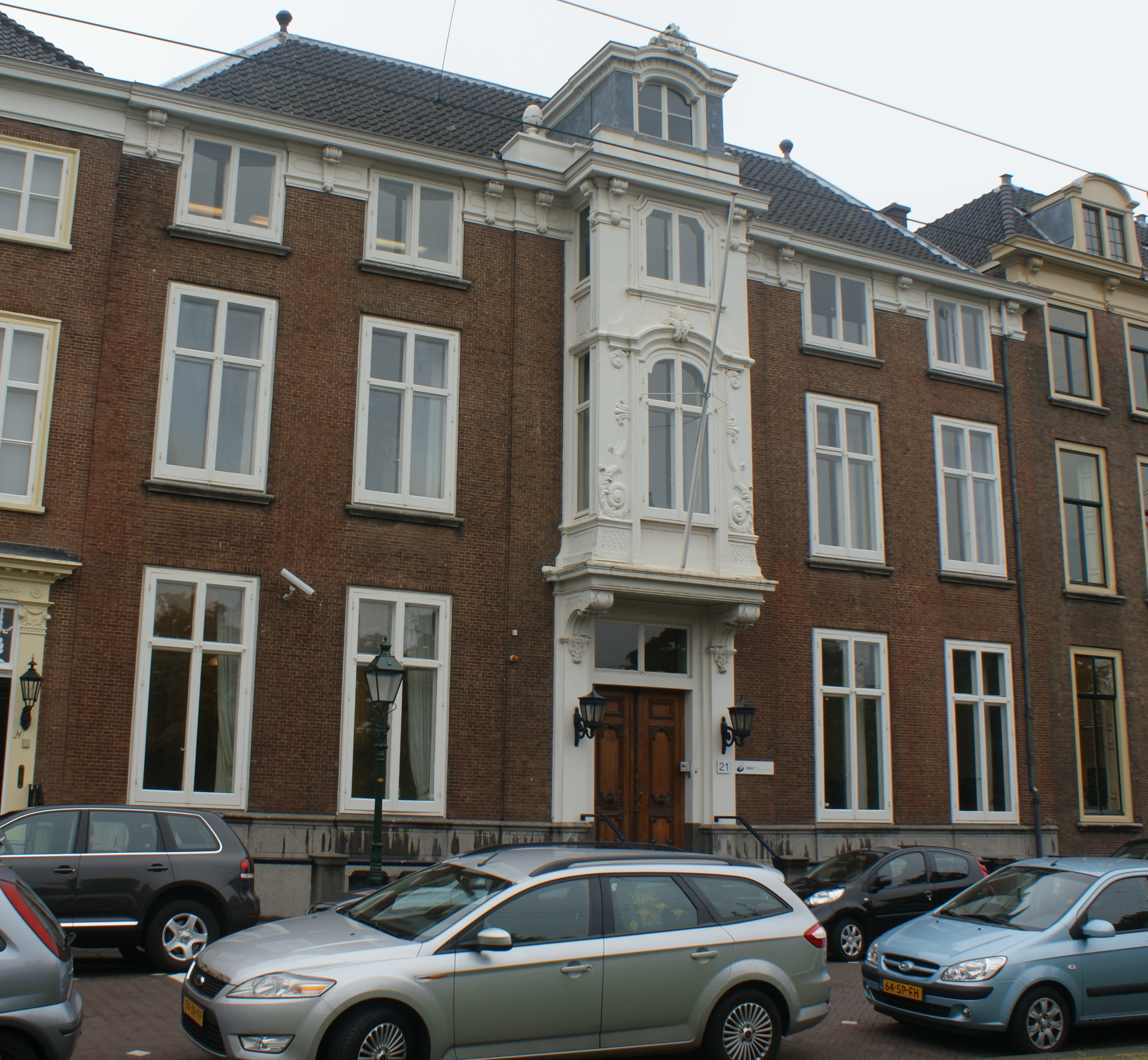
Het bezoekadres van de Vereniging Hogescholen te Den Haag

De Vereniging Hogescholen is de vereniging van alle 36 bekostigde hogescholen in Nederland. Deze organisatie behartigt de belangen van het hoger beroepsonderwijs in het algemeen en van hogescholen als werkgever in het bijzonder. Ze is gevestigd in Den Haag.

## Organisatie
Aan de hogescholen die zijn aangesloten bij de Vereniging Hogescholen studeren in totaal ruim 451 duizend studenten (studiejaar 2024-2025) en werken ruim 58 duizend medewerkers / 43 duizend fte (oktober 2024).
De Vereniging Hogescholen vergadert minstens vier keer per jaar. Dan komen de vertegenwoordigers (voorzitters van de colleges van bestuur) van alle hogescholen bijeen om in haar algemene vergadering, achter gesloten deuren, over de hoofdlijnen van het beleid van de Vereniging Hogescholen te praten.
Voorzitter van de vereniging is Maurice Limmen, die de functie per 1 december 2018 op zich nam. Hij volgde Thom de Graaf op. Limmen maakt deel uit van een bestuur van zeven personen. Dit bestuur bereidt de algemene vergaderingen van de vereniging voor, voert besluiten van de vergadering uit en bestuurt de vereniging. Ook voert het bestuur namens de hogescholen overleg met de bewindspersonen voor het (hoger) onderwijs.
De voorzitter van de Vereniging Hogescholen is vaak het gezicht van de hogescholen in de media. Met name in de aanloop naar landelijke verkiezingen verschijnen de voorzitter van de Vereniging Hogescholen en diens collega van de vereniging Universiteiten van Nederland regelmatig in de media, om de belangen van hun achterban in het hoger onderwijs onder de aandacht te brengen.
In Vlaanderen heeft de Vlaamse Hogescholenraad een vergelijkbare functie.

## Geschiedenis
Op 22 maart 1975 werd de HBO-raad opgericht in congrescentrum Leeuwenhorst te Noordwijkerhout in aanwezigheid van minister Van Kemenade en staatssecretaris Klein. Ze kreeg als voornaamste opdracht de ontplooiing van het hoger beroepsonderwijs mee, met name door te fungeren als adviesorgaan voor de ministers van Onderwijs en Wetenschappen en van Landbouw en Visserij. Als eerste voorzitter werd K. de Jong, directeur van de Academie van Beeldende Kunsten Rotterdam, aangewezen. Onder voorzitterschap van Thom de Graaf werd de naam op 18 april 2013 gewijzigd in Vereniging Hogescholen. 

## (Oud-) voorzitters
| Voorzitter                                                | Periode                            |
| --------------------------------------------------------- | ---------------------------------- |
| Klaas de Jong                                             | 22 maart 1975 - 1 februari 1976    |
| Thomas (Tom) Herman Jozef Stoelinga                       | 1 februari 1976 - 1 februari 1984  |
| Jankarel Maria Gevers                                     | 1 februari 1984 - 1 juni 1988      |
| Erik A.W. Bolle                                           | 1 juni 1988 - 15 november 1988     |
| Hennie A.J. Kemner                                        | 15 november 1988 - 1 januari 1994  |
| Franciscus (Frans) Cornelis Hubertus Slangen , wnd-voorz. | 1 januari 1994 - 1 mei 1994        |
| Arie van der Hek                                          | 1 mei 1994 - 1 februari 1998       |
| Olchert G. Brouwer, wnd-voorz.                            | 1 februari 1998 - 1 september 1998 |
| Frans Leijnse                                             | 1 september 1998 - 1 januari 2005  |
| Norbert Verbraak, wnd-voorz.                              | 1 januari 2005 - 1 mei 2005        |
| Doekle Terpstra                                           | 1 mei 2005 - 22 november 2010      |
| Geri Bonhof, wnd-voorz.                                   | 22 november 2010 - 1 januari 2011  |
| Guusje ter Horst                                          | 1 januari 2011 - 1 januari 2012    |
| Geri Bonhof, wnd-voorz.                                   | 1 januari 2012 - 1 februari 2012   |
| Thom de Graaf                                             | 1 februari 2012 - 1 november 2018  |
| Huib de Jong, wnd-voorz.                                  | 1 november 2018 - 1 december 2018  |
| Maurice Limmen                                            | sinds 1 december 2018              |

## Leden
Alle hogescholen die bekostigd worden door het Ministerie van Onderwijs, Cultuur en Wetenschap, zijn lid van de Vereniging Hogescholen. 
Dit zijn de volgende zesendertig hogescholen:
- Aeres Hogeschool (Almere, Dronten, Wageningen)
- Amsterdamse Hogeschool voor de Kunsten (Amsterdam)
- ArtEZ hogeschool voor de kunsten (Arnhem, Enschede, Zwolle)
- Avans Hogeschool (Breda, 's-Hertogenbosch, Tilburg)
- Breda University of Applied Sciences (Breda)
- Christelijke Hogeschool Ede (Ede)
- Codarts, Hogeschool voor de Kunsten (Rotterdam)
- De Haagse Hogeschool (Den Haag, Delft, Zoetermeer)
- Design Academy Eindhoven (Eindhoven)
- Driestar hogeschool (Gouda)
- Fontys Hogeschool (Eindhoven, Tilburg, Venlo, 's-Hertogenbosch, Veghel, Sittard)
- Gerrit Rietveld Academie (Amsterdam)
- HAN University of Applied Sciences (Arnhem, Nijmegen)
- Hanzehogeschool Groningen (Groningen)
- HAS green academy ('s-Hertogenbosch, Venlo)
- Hogeschool de Kempel (Helmond)
- Hogeschool der Kunsten Den Haag (Den Haag)
- Hogeschool Inholland (Alkmaar, Amsterdam, Delft, Den Haag, Diemen, Dordrecht, Haarlem, Hoofddorp, Rotterdam)
- Hogeschool IPABO (Amsterdam, Alkmaar)
- Hogeschool KPZ (Zwolle)
- Hogeschool Leiden (Leiden)
- Hogeschool Rotterdam (Rotterdam)
- Hogeschool Utrecht (Utrecht, Amersfoort)
- Hogeschool van Amsterdam (Amsterdam)
- Hogeschool Van Hall Larenstein (Leeuwarden, Velp)
- Hogeschool Viaa (Zwolle)
- Hogeschool voor de Kunsten Utrecht (Utrecht)
- Hotelschool The Hague (Den Haag, Amsterdam)
- HZ University of Applied Sciences (Vlissingen, Middelburg, Roosendaal)
- Iselinge Hogeschool (Doetinchem)
- Marnix Academie (Utrecht)
- NHL Stenden Hogeschool (Leeuwarden, Emmen, Groningen, Meppel, Terschelling, Assen)
- Saxion (Enschede, Deventer, Apeldoorn)
- Thomas More Hogeschool (Rotterdam)
- Windesheim (Zwolle, Almere)
- Zuyd Hogeschool (Heerlen, Maastricht, Sittard)

Daarnaast kent de vereniging twee zogenoemde geassocieerde leden, beide zelfstandige bestuursorganen vallend onder de verantwoordelijkheid van  het Ministerie van Justitie en Veiligheid:
- Nederlands Instituut Publieke Veiligheid (Arnhem, Zoetermeer)[5]
- Politieacademie (Apeldoorn)[6]